# С'Арена Скоада
С'Арена Скоада је насеље у Италији у округу Ористано, региону Сардинија.
Према процени из 2011. у насељу је живело 2 становника. Насеље се налази на надморској висини од 5 м.